# Olle Zetterberg (arkitekt)

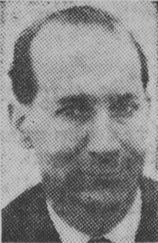
Olle Zetterberg

Albert Olof (Olle) Zetterberg, född 4 juli 1909 i Stockholm, död 12 oktober 1994, var en svensk arkitekt, son till konstnären Albert Zetterberg och bror till konstnären Nisse Zetterberg.

## Biografi

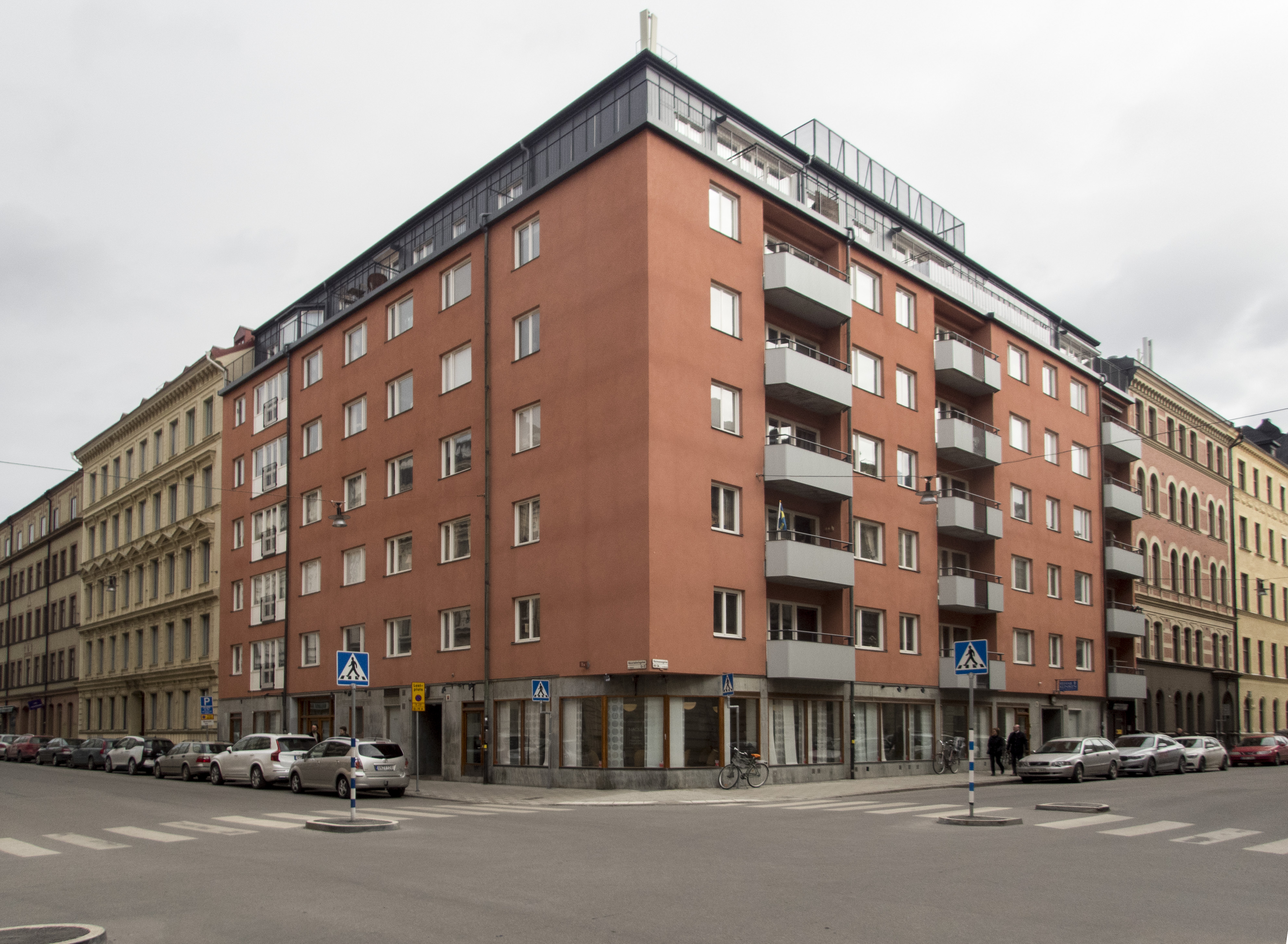
Kometen 3, Stockholm

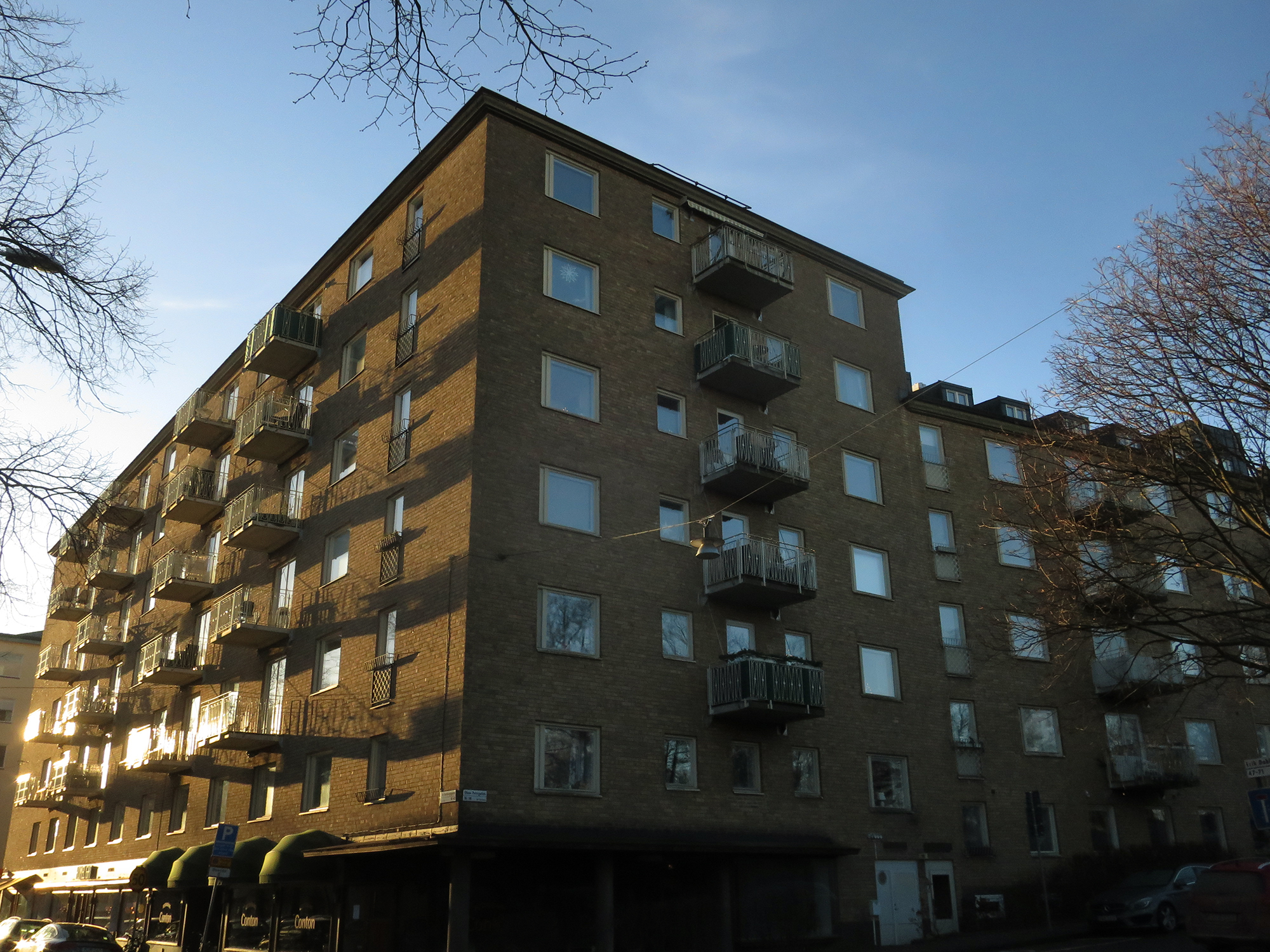
Kollektivhuset Gärdesgården

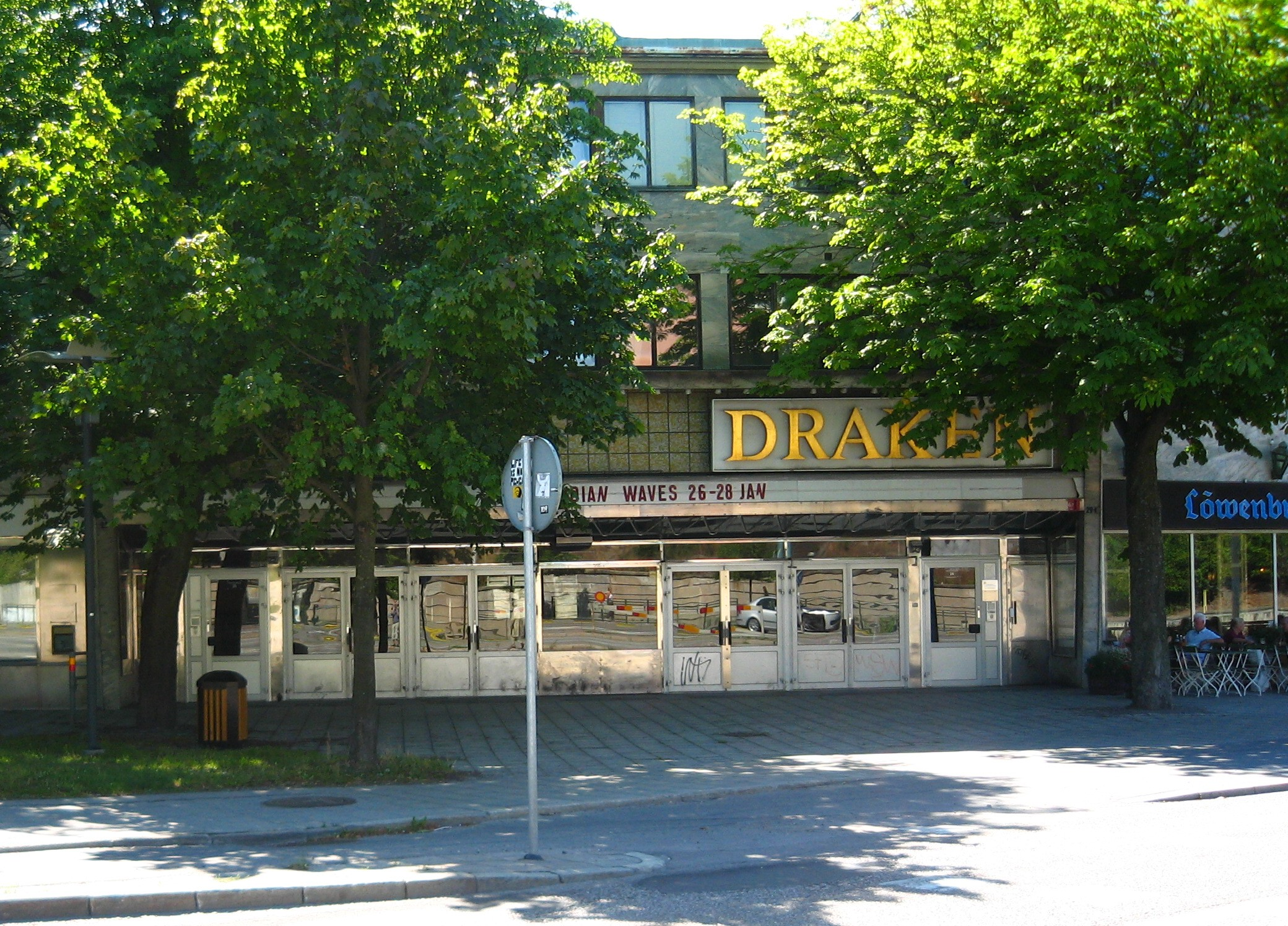
Biografen "Draken" ritades av Grönwall 1938 och hans medhjälpare var Olle Zetterberg.

Olle Zetterberg var utbildad vid  Byggnadsyrkesskolan vid Tekniska skolan (1930–1933), med fortsatta studier vid Kungliga Tekniska högskolan (1935–1937). Från 1934 var han anställd hos Ernst Grönwall, men 1943 startade han egen verksamhet i Stockholm. Han var även stadsarkitekt i Rimbo landskommun.
Han har bland annat ritat biografer och hyreshus i Stockholm. Tillsammans med Grönwall erhöll första pris vid tävlan om stadsbibliotek i Malmö. Han har även ritat kollektivhuset Gärdesgården på Erik Dahlbergsgatan 41–43 i Stockholm som uppfördes 1940–1941. Byggmästare vid uppförandet av Gärdesgården och biografen Draken var Nils Nessen.
Biografen Draken vid Fridhemsplan i Stockholm invigdes 1938 och var då en av landets största biografer. Ansvarig arkitekt var Ernst Grönwall med medhjälparen Olle Zetterberg. Biografen utformades som en fristående byggnadskropp med ett betongskal inspänt mellan sex bågar. Salongen med dessa amfiteaterliknande form och lutande parkett utan läktare var och är unik i landet. Inredning fick en påkostad utformning med panelklädda väggar och tak i salongen och en färgstark ridå ritad av konstnären Isaac Grünewald. Foajéns väggar var ursprungligen klädda med speglar och panel av franskt päronträ och golvet var lagt med marmorplattor i svart och vitt.
År 1943 samarbetade Zetterberg återigen med byggmästare Nils Nessen när han var arkitekt för bostadshuset Arabesken 1, Skulptörvägen 7, vid Gullmarsplan, samt bostadshusen Signalisten 1 på Rålambsvägen 29 och Signalisten 2 på Svedbergsplan 4, Marieberg.
Olle Zetterberg är gravsatt i minneslunden på Maria Magdalena kyrkogård i Stockholm.